# Never Too Late (canción de Three Days Grace)
«Never Too Late»  es una canción interpretada por la banda de metal alternativo Three Days Grace. La canción fue lanzada como el tercer sencillo de su álbum One-X en 2006 y alcanzó el primer puesto en la lista Mainstream Rock Tracks.

## Popularidad y censura
La canción alcanzó el número 1 en MuchMusic Countdown el 29 de junio y mantuvo esa posición durante una semana. También alcanzó el primer puesto de la Mainstream Rock Tracks de Billboard.
Algunas emisoras de radio tocaban una versión de la canción que censura una frase del coro que decía «end your life» («Terminar con tu vida») por «change your life» («Cambiar tu vida») para eliminar la referencia al suicidio en la canción.

## Vídeo musical
El vídeo musical fue dirigido por Tony Petrossian, quien también dirigió el video de «Pain». 
El vídeo comienza con Adam Gontier tocando una guitarra acústica, mientras se ve a una niña (interpretada por Matreya Fedor) bailando en círculo con su mamá y su papá. En el cambio de escena se ve una mujer (Interpretada por Naomi Brewer, exesposa de Adam Gontier) siendo llevada a la fuerza por enfermeras y atada con correas a una cama. Luego se muestra a la niña siendo separada de sus padres y a un hombre de chaleco de rayas acercándose y ganándose su confianza. Más adelante se puede ver que ella fue abusada sexualmente por el hombre debido a las huellas dejadas por él en el cuerpo de la niña con su mano negra. La mujer resulta ser la misma niña, la cual no pudo superar el trauma del abuso y entra en crisis por lo que es internada en un hospital psiquiátrico. Mientras ella está atada a la cama, un ángel se le aparece y lucha con el hombre que abusó de ella en su niñez, llenando de plumas negras la sala. El ángel logra derrotar al hombre. Las correas con las que estaba atada desaparecen y ella se levanta aliviada de la cama. 
Al final se ve a la niña yéndose a dormir y a Gontier terminando la canción con su guitarra acústica. Todo el vídeo transcurre mientras la banda toca en una sala oscura y sombría que proyecta siluetas de las personas en las escenas del vídeo.

## Lista de canciones
| Sencillo |                  |          |  |
| N.º      | Título           | Duración |  |
| 1.       | «Never Too Late» | 03:29    |  |

| Never Too Late Ringle (Sencillo+Ringtone) |                                                                |          |  |
| N.º                                       | Título                                                         | Duración |  |
| 1.                                        | «Never Too Late»                                               | 03:35    |  |
| 2.                                        | « Pain» (Clear Channel Version Acústica)                       | 3:19     |  |
| 3.                                        | «I Hate Everything About You» (Clear Channel Version Acústica) | 3:51     |  |

| Never Too Late EP |                                     |          |  |
| N.º               | Título                              | Duración |  |
| 1.                | «Never Too Late»                    | 03:29    |  |
| 2.                | «Never Too Late» (versión acústica) | 3:31     |  |
| 3.                | «Never Too Late» (video musical)    | 3:31     |  |

## Listas de popularidad
| Lista (2007-08)                         | Mejor posición |
| --------------------------------------- | -------------- |
| Canadá (Hot 100)                        | 30             |
| Estados Unidos (Billboard Hot 100)      | 71             |
| Estados Unidos (Modern Rock Tracks)     | 2              |
| Estados Unidos (Mainstream Rock Tracks) | 1              |
| Estados Unidos (Top 40 Mainstream)      | 12             |
| Estados Unidos (Adult Pop Songs)        | 13             |

### Sucesión en listas
| Anterior: «Paralyzer» de Finger Eleven | Mainstream Rock Tracks — Sencillo Nro 1 18 de agosto de 2007 — 29 de septiembre de 2007 | Siguiente: «The Pretender» de Foo Fighters |

## Certificaciones
| País           | Organismo certificador | Certificación | Ventas certificadas | Ref.  |
| -------------- | ---------------------- | ------------- | ------------------- | ----- |
| Canadá         | Music Canada           | Platino       | 80 000              | [ 3 ] |
| Estados Unidos | RIAA                   | 2× Platino    | 2 000               | [ 4 ] |